# Beuva de Reims
Beuva de Reims ou Santa Beuva ou Santa Boba é uma virgem e santa da área de Reims, no século VI e a fundadora da abadia de Saint-Pierre-les-Dames em Reims.

## Biografia
Ela queria manter-se uma simples religiosa, mas não pôde evitar ser nomeada abadessa; mostra agora ser mais humilde e multiplica jovens, orações e vigílias, e estabelece na abadia a Regra de São Bento. O seu irmão vinha vê-la regularmente para apoiar a sua fé, mas ele ficou doente e morreu. Ele foi enterrado na abadia, e seus restos mortais foram mais tarde transladados para Montfaucon. Santa Beuva eleva igualmente a sua sobrinha Doda, de seguida, a recolhe quando esta última toma o véu para escapar de um casamento. Doda sucedeu-lhe após a sua morte.